# Фонтана Капано (Потенца)
Фонтана Капано (итал. Fontana Capano) је насеље у Италији у округу Потенца, региону Базиликата.
Према процени из 2011. у насељу је живело 99 становника. Насеље се налази на надморској висини од 609 м.